# Triatlon op de Gemenebestspelen 2002
De triatlon bij de Gemenebestspelen 2002 vond plaats op 4 augustus 2002 in Manchester. De wedstrijd werd gehouden over de Olympische Afstand (1500 m zwemmen, 40 km fietsen en 10 km hardlopen). Het was de eerste keer dat de triatlon op het programma van de Gemenebestspelen stond.

## Uitslagen

### Mannen
| Rang   | Atleet          | Tijd    |
| ------ | --------------- | ------- |
| Goud   | Simon Whitfield | 1:51.57 |
| Zilver | Miles Stewart   | + 0:02  |
| Brons  | Hamish Carter   | + 0:06  |
| 4      | Simon Lessing   | + 0:24  |
| 5      | Chris McCormack | + 0:48  |
| 6      | Kris Gemmell    | + 0:55  |
| 7      | Andrew Johns    | + 1:23  |
| 8      | Craig Watson    | + 1:27  |
| 9      | Peter Robertson | + 1:39  |
| 10     | Marc Jenkins    | + 1:42  |

### Vrouwen
| Rang   | Atlete            | Tijd    |
| ------ | ----------------- | ------- |
| Goud   | Carol Montgomery  | 2:03.17 |
| Zilver | Leanda Cave       | + 0:19  |
| Brons  | Nicole Hackett    | + 0:24  |
| 4      | Heather Evans     | + 0:35  |
| 5      | Sharon Donnelly   | + 2:01  |
| 6      | Michellie Jones   | + 2:33  |
| 7      | Michelle Dillon   | + 2:50  |
| 8      | Jodie Swallow     | + 3:04  |
| 9      | Anneliese Heard   | + 3:34  |
| 10     | Evelyn Williamson | + 4:09  |

## Triatlon medailles
| Gemenebestspelen 2002 Triatlon medailles | Gemenebestspelen 2002 Triatlon medailles | Gemenebestspelen 2002 Triatlon medailles | Gemenebestspelen 2002 Triatlon medailles | Gemenebestspelen 2002 Triatlon medailles | Gemenebestspelen 2002 Triatlon medailles |
| ---------------------------------------- | ---------------------------------------- | ---------------------------------------- | ---------------------------------------- | ---------------------------------------- | ---------------------------------------- |
| Rang                                     | Land                                     | Goud                                     | Zilver                                   | Brons                                    | Total                                    |
| 1                                        | Canada                                   | 2                                        | 0                                        | 0                                        | 2                                        |
| 2                                        | Australië                                | 0                                        | 1                                        | 1                                        | 2                                        |
| 3                                        | Wales                                    | 0                                        | 1                                        | 0                                        | 1                                        |
| 4                                        | Nieuw-Zeeland                            | 0                                        | 0                                        | 1                                        | 1                                        |
|                                          |                                          | 2                                        | 2                                        | 2                                        | 6                                        |

Atletiek · Badminton · Boksen · Bowls · Gewichtheffen · Gymnastiek · Hockey · Judo · Netball · Rugby sevens · Schietsport · Schoonspringen · Squash · Synchroonzwemmen · Tafeltennis · Triatlon · Wielersport · Worstelen · Zwemmen
2002 · 2006 · 2010 · 2014 · 2018 · 2022 · 2026